# Nežilovita
La nežilovita o nezilovita és un mineral de la classe dels òxids, que pertany al subgrup de la magnetoplumbita. Rep el seu nom de la seva localitat tipus, a 15 km de Nejílovo, Massís de Pelagonia, Macedònia del Nord.

## Classificació
Segons la classificació de Nickel-Strunz, la nežilovita pertany a «04.CC: Òxids amb relació Metall:Oxigen = 2:3, 3:5, i similars, amb cations de mida mitjana i gran» juntament amb els següents minerals: cromobismita, freudenbergita, grossita, clormayenita, yafsoanita, lueshita, natroniobita, perovskita, barioperovskita, lakargiïta, megawita, loparita-(Ce), macedonita, tausonita, isolueshita, crichtonita, davidita-(Ce), davidita-(La), davidita-(Y), landauita, lindsleyita, loveringita, mathiasita, senaita, dessauita-(Y), cleusonita, gramaccioliïta-(Y), diaoyudaoita, hawthorneita, magnetoplumbita, lindqvistita, latrappita, plumboferrita, yimengita, haggertyita, hibonita, batiferrita, barioferrita, jeppeita, zenzenita i mengxianminita.

## Característiques
La nežilovita és un òxid de fórmula química PbZn₂(Mn4+,Ti4+)₂Fe₈3+O19. Cristal·litza en el sistema hexagonal. La seva duresa a l'escala de Mohs és 4 a 5. Forma cristalls d'entre 0,2 i 1 mm; aquests són tabulars en {0001} i prims, també tenen una cara de prisma hexagonal subordinada.

## Formació i jaciments
En la seva localitat tipus es va trobar en un marbre dolomític rosa en un complex metamòrfic precambrià. Allà va ser descrita juntament amb talc, piemontita, flogopita, hematites, hedifana, gahnita, franklinita, cymrita, clorita, minerals del grup de la braunita, barita i minerals de la sèrie albita-anortita. S'ha descrit només a Macedònia del Nord.